# UPT Tabuyung
UPT Tabuyung is een bestuurslaag in het regentschap Mandailing Natal van de provincie Noord-Sumatra, Indonesië. UPT Tabuyung telt 222 inwoners (volkstelling 2010).